# Gaby Dohm
Pour les articles homonymes, voir Dohm.
Gaby Dohm, née Gabriela Helena Anna Dohm le 23 septembre 1943 à Salzbourg, est une actrice austro-allemande.

## Biographie
Gaby Dohm est la fille des acteurs Will Dohm (en) et Heli Finkenzeller (en). Elle passe sa scolarité à l'École des Sœurs du Sacré-Cœur à Berlin,. Elle voulait devenir illustratrice de livres pour enfants, mais ce rêve a échoué en raison des strictes conditions d'admission de l'Académie des arts de Berlin. La professeure de théâtre berlinoise Else Bongers a reconnu le talent d’actrice de Gaby Dohm, l’a formée et promue.

## Vie privée
Gaby Dohm a un fils de son union avec Adalbert Plica. Elle a aussi deux petits-enfants. Elle vit avec le réalisateur Peter Deutsch à Munich ,.

## Carrière

### Théâtre
Gaby Dohm a fait ses premières apparitions sur scène au Théâtre de Düsseldorf, mais son succès démarre au Residenztheater de Munich dont elle a été membre de 1966 jusqu’au milieu des années 1980. Elle assurait presque tout le répertoire des rôles scéniques classiques et modernes. En collaboration avec le metteur en scène suédois Ingmar Bergman, elle obtient une très bonne critique pour son rôle dans la pièce Yvonne, princesse de Bourgogne. En 1982, elle reçoit à Munich le Prix du public (Münchener Publikumspreis), meilleure actrice, pour la prestation dans Scènes de vie conjugale d’Ingmar Bergman.

### Séries télévisées
Sa première apparition à la télévision était en 1964 dans la série télévisée Meine Nichte Susanne où elle tenait le rôle de Mathilde. Gaby Dohm s’est fait connaître du grand public notamment dans le rôle du Dr Christa Brinkmann dans la série La Clinique de la Forêt Noire avec Klausjürgen Wussow, sur ZDF.
Dans les années 1990, elle joue d’ailleurs dans plusieurs séries télévisées que Le Renard, Derrick (elle y participait déjà dans les années 1970), Un cas pour deux et Wolff police criminelle. Elle tient également un des rôles principaux en tant que psychologue dans Polizieruf 110. Dans l'ensemble, Gaby Dohm a joué dans plus de 50 productions télévisées, y compris en dialecte bavarois autrichien.

## Filmographie (sélection)
- 1964 : Meine Nichte Susanne de Thomas Engel : Mathilde
- 1965 : Die fromme Helene d’Axel von Ambesser : Dorchen Dralle
- 1967 : Der Blinde de Leopold Lahola : Marie Doulet
- 1972 : Der Kommissar : Der Tennisplatz : Maria
- 1972 : Butler Parker (7 épisodes) : Jenny Ricks
- 1974 : Cautio Criminalis de Hagen Müller-Stahl:  Katharina Henot
- 1975 : Derrick : La cavale (Zeichen der Gewalt) : Herta Rieger
- 1977 : L'Œuf du serpent d’Ingmar Bergman : La femme avec son enfant
- 1979 : Derrick : L'anglaise (Tote im Wald) : Lore Beck
- 1980 : De la vie des marionnettes d’Ingmar Bergman : La secrétaire
- 1982 : Le Docteur Faustus (de) de Franz Seitz : Elsbeth Leverkühn
- 1984 : Derrick : Nostalgie (Ende einer Sehnsucht) : Ruth Palmer
- 1985–1989 : La Clinique de la Forêt-Noire (70 épisodes) : Le Dr Christa Brinkmann
- 1990 : Derrick : L'expulsion (Tossners Ende) : Dr Anita Rolfs
- 1991 : Euroflics : Zocker : Mme Wessel
- 1991 : Le Renard : A deux doigts du bonheur (Liebe und Tod) : Karin Wenzlaff
- 1992 : Le chinois : L’héritage : Maria
- 1993 : Derrick : Un bon avocat (Der Verteidiger) : Imgard Trank
- 1993 : Donauprinzessin (12 épisodes) : Verena Schönwald
- 1995 : Le Renard : La victime était trop belle (Tote reden doch) : Barbara Grollmann
- 1996 : Wolff, police criminelle : Où est ton frère ? (Wo ist dein Bruder?) : Solveig Gebeler
- 1996 : Un cas pour deux : Construit sur du sable (Auf Sand gebaut) : Désirée Jensen
- 1997-2000 : Polizeiruf 110 (six épisodes) : Le Dr Silvia Jansen
- 1997 : Le Renard : Le consul (Ein ehrenwerter Mann) : Isolde Kurz
- 1999 : Siska : Mort sur caution (Tod auf Kaution) : Karin Fink
- 2002 : Siska : Diagnostic erroné (Engelsgesicht) : Le Dr Helma Jakobi
- 2003 : Rosenstraße de Margarethe von Trotta : Elsa von Eschenbach
- 2004 : Une équipe de choc : Série noire (Der Verdacht) : Irene Winter
- 2005 : La Clinique de la Forêt Noire : Le Dr Christa Brinkmann
- 2005–2007 : Quatuor pour une enquête (11 épisodes) : Henriette Caspar
- 2006 : Au cœur de la tempête de Jorgo Papavassiliou : Karin Abt
- 2007 : Le Secret des roses de Peter Weck : Katja Reichenberg
- 2008 : Soko brigade des stups : Die Akte Göttmann : Jasmila Dräger
- 2012-2015 : Um Himmels Willen (47 épisodes) : Louise von Beilheim
- 2020 : Le Renard : Unvergessen

## Distinctions
- 1986 : Goldene Kamera avec Klausjürgen Wussow pour la série La Clinique de la Forêt Noire [8]
- 2005 : Romy d’Or de la meilleure actrice de séries